# Öffentliche Bürgschaft
Öffentliche Bürgschaften sind Bürgschaften der Gebietskörperschaften (Bund, Bundesländer, Gemeinden), der von diesen getragenen Anstalten oder Körperschaften des öffentlichen Rechts oder staatlich rückverbürgter Bürgschaftsbanken. Deren Eventualhaftung dient insbesondere der Wirtschaftsförderung, aber auch der Absicherung von Risiken im Exportgeschäft.

## Rechtsgrundlagen
Meistens handelt es sich um eine öffentliche Bürgschaft, es sind jedoch auch Garantien oder sonstige Mithaftungen möglich. Es ist zu unterscheiden zwischen den zivilrechtlichen, EU-rechtlichen und kommunalrechtlichen Aspekten, die bei öffentlichen Bürgschaften zu berücksichtigen sind.

### Zivilrecht
Öffentliche Bürgschaften unterliegen dem Bürgschaftsrecht der §§ 765 ff. BGB. Sie dienen – wie jede Bürgschaft – einem Kreditgeber (Kreditinstitut) als Kreditsicherheit für einen Bankkredit.

### Bundesbürgschaften

#### Exportförderung
Die häufigste Form der Bundeshaftung gibt es im Rahmen der Exportkreditversicherung und bei Direktinvestitionen deutscher Unternehmen im Ausland. Darüber hinaus werden in den neuen Bundesländern „große Bürgschaften“ ab 10 Mio. Euro unter Einbindung paralleler Landesbürgschaften im Rahmen des Bundesbürgschaftsprogramms vergeben. Diese Aufgaben hat der Bund auf die Euler Hermes Kreditversicherungs-AG bzw. PricewaterhouseCoopers Deutschland delegiert, die als Mandatare im Auftrag und für Rechnung des Bundes tätig werden. Diese Bundeshaftung unterliegt dem Subsidiaritätsprinzip, da die typischen Risiken von Exporten/Direktinvestitionen in Staaten mit schwierigen wirtschaftlichen und/oder politischen Situationen nicht von privaten Exportkreditversicherern übernommen werden. Um dennoch Exporte in diese Regionen zu ermöglichen und die Exporteure von den wesentlichen Risiken (politisches Risiko und Transferstopp-Risiko) zu befreien, haftet der Bund unter bestimmten Voraussetzungen.

#### Rettungsbeihilfen
Die von Zeit zu Zeit diskutierten etwaigen Bundes-/Landeshaftungen für Großunternehmen in der Krise wie für die Opel AG, Arcandor AG (Karstadt/Quelle), Porsche AG oder früher Philipp Holzmann AG sind gesetzlich nicht vorgesehen und müssen deshalb unter die bestehenden Regelungen subsumiert werden. Zulässig ist im Rahmen des EU-Beihilferechts jedenfalls die so genannte Rettungsbeihilfe. Danach dürfen wegen des allgemeinen Grundsatzes des staatlichen Beihilfeverbots (Artikel 107 Abs. 1 des Vertrags über die Arbeitsweise der EU) Beihilfen für Unternehmen in Schwierigkeiten nicht zur Regel werden. Das Ausscheiden leistungsschwacher Unternehmen durch Insolvenz sei ein normaler Vorgang am Markt. Zwar könnten staatliche Rettungs- und Umstrukturierungsbeihilfen die Weiterführung von Unternehmen in Schwierigkeiten ermöglichen, doch gehe dies normalerweise zu Lasten der Wettbewerber. Zulässig sind Rettungsbeihilfen nur dann, wenn die betroffenen Unternehmen einen beträchtlichen Teil der Umstrukturierungskosten selbst tragen. Je nach Größe des begünstigten Unternehmens werden Mindestquoten für seine Beteiligung an den Gesamtkosten der Umstrukturierung festgelegt: mindestens 50 % bei großen Unternehmen, 40 % bei mittleren Unternehmen und 25 % bei kleinen Unternehmen. Die Leitlinien betreffen somit insbesondere die großen Unternehmen, die im gesamten Gebiet der Europäischen Union tätig sind. Diese Unternehmen halten in der Regel beträchtliche Marktanteile, und die ihnen gewährten staatlichen Beihilfen haben größere Auswirkungen auf Wettbewerb und Handel. Rettungsbeihilfen dieser Art sind an weitere Bedingungen – etwa der Einmaligkeit für ein bestimmtes Unternehmen innerhalb von 10 Jahren – geknüpft.
Rettungsbeihilfen, die es auch als Landesbürgschaften gibt, setzen voraus, dass ein Unternehmen in Schwierigkeiten ist, wenn mehr als 50 % des buchmäßigen Eigenkapitals und mehr als 25 % des buchmäßigen Eigenkapitals innerhalb der letzten 12 Monate verlustbedingt aufgezehrt worden ist oder die Voraussetzungen für die Beantragung des Insolvenzverfahrens vorliegen.

### Landesbürgschaften
Öffentliche Kreditsicherheiten werden durch Bundesländer bereitgestellt, wenn der Darlehensnehmer kreditwürdig ist, das Zustandekommen des jeweiligen Kredites im öffentlichen Interesse liegt, bankübliche Sicherheiten jedoch nicht oder nicht in ausreichendem Umfang zur Verfügung stehen (Subsidiaritätsgrundsatz). Das öffentliche Interesse, welches die Übernahme von Bürgschaften rechtfertigt, bestimmt der Gesetzgeber im jeweiligen Haushaltsgesetz. So ist z. B. das Thüringer Finanzministerium in den jeweiligen Haushaltsgesetzen ermächtigt worden, innerhalb eines vorgegebenen Rahmens Bürgschaften zur Förderung des Wohnungsbaus, der Land-/Forstwirtschaft, der gewerblichen Wirtschaft, von sozialen Belangen und zur Kreditabsicherung von Gesellschaften in mehrheitlicher Landesbeteiligung zu übernehmen. Landesbürgschaften dienen meist zur Absicherung volkswirtschaftlich förderungswürdiger und betriebswirtschaftlich vertretbarer Vorhaben.

### Kommunalrecht
Gemeinden dürfen zugunsten Dritter keine Sicherheiten bestellen (z. B. § 87 Abs. 1 GemO NRW). Davon ausgenommen sind Haftungsübernahmen im Rahmen der Erfüllung kommunaler Aufgaben, wobei jedoch eine vorherige Anzeigepflicht (§ 87 Abs. 2 GemO NRW) oder gar Genehmigungspflicht (§ 93 Abs. NiedersGemO) gegenüber der Aufsichtsbehörde besteht.
Auch Gemeinden müssen eine generelle Regelung für die Übernahme von Haftungen treffen, damit kommunale Bürgschaften im Rahmen der De-minimis-Beihilfe als nicht notifizierungspflichtig angesehen werden können. Vor diesem Hintergrund sind nicht nur kommunale Ad-hoc-Bürgschaften (Bürgschaften mit Einzelfallentscheidung) und Haftungsverpflichtungen zugunsten Privater beihilferechtlich relevant, sondern auch im Einzelfall ausgestellte Garantien zugunsten wirtschaftlicher Tätigkeit im Sinne des EU-Rechts an kommunale Unternehmen, die in einem grenzüberschreitenden Wettbewerb stehen. Eine so genannte kommunale Haftungsfreistellung liegt vor, wenn Kredit und die diesen sichernde Ausfallbürgschaft in einem Vertrag geregelt sind. Kommunale Ad-hoc-Einzelbürgschaften werden nach der De-minimis-Verordnung regelmäßig als Beihilfe angesehen und sind bei der Kommission zu notifizieren.
Eine Kommunalbürgschaft darf nur gewährt werden, wenn:
- sie nicht die Beihilfekriterien von Art. 87 Abs. 1 AEU-Vertrag kumulativ erfüllt,
- die Bürgschaft unter eine Freistellungsverordnung fällt (z. B. De-minimis-Verordnung, Freistellungsentscheidung zu DAWI),
- die Bürgschaft notifiziert und von der EU-Kommission genehmigt wurde.

Um nicht als Einzelfallbürgschaft klassifiziert zu werden, ist erforderlich, dass auch auf kommunaler Ebene eine generelle Regelung für Bürgschaften getroffen wird, die als De-minimis-Beihilfe im Sinne der Verordnung (EG) Nr. 1998/2006 der Kommission vom 15. Dezember 2006 über die Anwendung der Artikel 87 und 88 EG-Vertrag auf De-minimis-Beihilfen anerkannt wird.

### Notifizierungspflicht nach EU-Recht
Wenn öffentlich-rechtliche Stellen als Bürgen oder sonst wie Haftende fungieren sollen, muss dies im Einklang mit dem Beihilferecht der EU stehen. Übernimmt eine öffentliche Stelle die Haftung für eine Transaktion im nichtöffentlichen Bereich ohne angemessene Gegenleistung, besteht die Gefahr, dass hierdurch der freie Wettbewerb gefährdet, behindert oder gar ausgeschaltet wird. Gemäß Art. 107 Abs. 1 des AEU-Vertrags sind deshalb aus staatlichen Mitteln gewährte direkte oder indirekte Beihilfen, die durch die Begünstigung bestimmter Unternehmen oder Produktionszweige den Wettbewerb verfälschen oder zu verfälschen drohen, mit dem Gemeinsamen Markt unvereinbar, soweit hierdurch der internationale Handel beeinträchtigt wird. Darunter fallen insbesondere öffentliche Gelder und Haftungsübernahmen für nichtöffentliche Unternehmen. Zudem umfasst der gemeinschaftsrechtliche Begriff der Beihilfe jede Art von Vergünstigung an privatwirtschaftlich organisierte und erwerbswirtschaftlich tätige Rechtsformen, die hierfür keine angemessene Gegenleistung erbringen. Neben Gebietskörperschaften unterliegen auch Kommunalunternehmen diesen Notifizierungspflichten (Art. 106 AEU-Vertrag).
Nach Art. 108 Abs. 3 Satz 1 AEU-Vertrag sind Beihilfen unter obigen Voraussetzungen vor ihrer Vergabe bei der Kommission anzumelden und von ihr zu genehmigen (Notifizierungspflicht). Wird gegen diese Notifizierungspflicht verstoßen, so ist die Beihilfe oder kommunale Gewährleistung nichtig. Nichtigkeitsgrund ist der Verstoß gegen ein gesetzliches Verbot (§ 134 BGB), weil der BGH die Notifizierungspflicht als Verbotsgesetz klassifiziert. In einem anderen Verfahren hat der BGH klargestellt, dass § 134 BGB anerkanntermaßen auch dann Anwendung finde, wenn es zwar um die Verletzung eines nur an eine staatliche Vertragspartei (Bundesrepublik Deutschland) gerichteten gesetzlichen Verbots gehe, der Zweck des Gesetzes aber nicht anders zu erreichen sei als durch Annullierung der durch das Rechtsgeschäft getroffenen privatrechtlichen Regelung. Fehlt es an einer derartigen Genehmigung bei öffentlichen Bürgschaften, die Kredite an nicht öffentlich-rechtlich organisierte Kreditnehmer sichern, so sind diese Bürgschaften nichtig und die Kredite deshalb unbesichert (Art. 88 Abs. 3 Satz 1 AEU-Vertrag i. V. m. § 134 BGB). Den beteiligten Kreditinstituten wird regelmäßig zugemutet, sich von der Einhaltung der Notifizierungspflicht zu vergewissern. Die Banken müssen die in einer Nichtanzeige liegende formelle Gemeinschaftsrechtswidrigkeit erkennen. Dabei kommt dem Gemeinschaftsrecht Vorrang vor dem einfachen deutschen Recht zu.
Ausgenommen von der Notifizierungspflicht sind lediglich so genannte „De-minimis-Beihilfen“. Haben die öffentlichen Rechtsformen hoheitliche Aufgaben übernommen oder ihre Tätigkeit fällt in den Bereich der öffentlichen Daseinsvorsorge, oder ein frei zugänglicher Markt für ihre Leistungen ist nicht vorhanden, oder es wird eine marktübliche Gegenleistung erbracht, so muss ebenfalls nicht notifiziert werden. Notifiziert werden braucht auch dann nicht, wenn ein unterstütztes Vorhaben streng kommunalbezogen ist und keine deutlich grenzüberschreitende Nachfrage auslöst.

## Anlass für öffentliche Bürgschaften
Öffentliche Bürgschaften können innerhalb von Bürgschaftsprogrammen oder als Einzelfallbürgschaften übernommen werden. Bürgschaftsprogramme sind meistens auf Landesgesetzgebung beruhende, revolvierend angebotene Wirtschaftsförderungen, die von gesunden Unternehmen oder Unternehmensgründungen unter bestimmten Voraussetzungen in Anspruch genommen werden können. Dann dienen öffentliche Bürgschaften bei Existenzgründungen, Umstrukturierungen oder Unternehmenssanierungen als ein Finanzierungsinstrument neben Eigenkapital, Bankkrediten oder Leasing. Ein Teil des Kreditrisikos bei Krediten an Unternehmen wird dabei von der Öffentlichen Hand in Form einer Ausfallbürgschaft übernommen. In der Regel wird im Vergabeprozess ein Mandatar oder eine am Risiko beteiligte Institution (z. B. Bürgschaftsbanken, Hausbanken) eingeschaltet. Einzelfallbürgschaften werden meist von Kommunen z. B. für soziale oder karitative Einrichtungen oder auch vom Bund oder den Ländern für Unternehmen in wirtschaftlichen Schwierigkeiten vergeben, unterliegen jedoch als Ad-hoc-Bürgschaften der EU-rechtlichen Notifizierungsprüfung (Ausnahme: Rettungsbeihilfe).
Kleine, mittlere Unternehmen und Existenzgründer verfügen auf dem Kapitalmarkt nur über sehr eingeschränkte Finanzierungsmöglichkeiten und Kreditsicherheiten und sind daher gegenüber Großunternehmen tendenziell benachteiligt. Dieser Wettbewerbsnachteil soll durch Bürgschaftsprogramme ausgeglichen werden.

## Mandatare
Mandatare nehmen im Auftrag und für Rechnung der zuständigen staatlichen Stellen die Verwaltungsaufgaben bei öffentlichen Bürgschaften wahr. Dabei prüfen sie die Bürgschaftsanträge und verwalten diese nach der Vergabe im Auftrag des öffentlichen Bürgen. Im Gegensatz zu den Bürgschaftsbanken sind sie nicht am Risiko beteiligt. Der Mandatar kann ein privates Unternehmen (z. B. PricewaterhouseCoopers) oder auch eine öffentliche Institution (z. B. eine Förderbank) sein. Das Bundeswirtschaftsministerium (BMWI) stellt einen Überblick über sämtliche Bürgschaftsprogramme, deren Mandatare und Ansprechpartner in einer Förderdatenbank zur Verfügung.
- Mandatare des Bundes:
  - Auslandsgeschäftsabsicherung (Exportgarantien bzw. Investitionsgarantien): Euler Hermes Kreditversicherungs-AG bzw. PricewaterhouseCoopers
  - Bundesbürgschaftsprogramm: PricewaterhouseCoopers

- Mandatare der Länder[14]:
  - Baden-Württemberg: L-Bank
  - Bayern: LfA Förderbank Bayern
  - Berlin: Investitionsbank Berlin
  - Brandenburg: KPMG AG Wirtschaftsprüfungsgesellschaft
  - Bremen: Bremer Aufbau-Bank
  - Hamburg: Hamburgische Investitions- und Förderbank (IFB Hamburg)
  - Hessen: Investitionsbank Hessen
  - Mecklenburg-Vorpommern: PricewaterhouseCoopers
  - Niedersachsen: PricewaterhouseCoopers
  - Nordrhein-Westfalen: PricewaterhouseCoopers
  - Rheinland-Pfalz: Investitions- und Strukturbank Rheinland-Pfalz
  - Sachsen: Sächsische Aufbaubank (SAB)
  - Sachsen-Anhalt: Investitionsbank Sachsen-Anhalt
  - Thüringen: PricewaterhouseCoopers

## Programme öffentlicher Bürgschaften
Neben Garantien der Auslandsgeschäftsabsicherung (besser bekannt als Hermes-Exportgarantien oder Hermes-Bürgschaft) für den Außenhandel und Direktinvestitionen deutscher Unternehmen im Ausland werden für Investitionen in Deutschland öffentliche Bürgschaften über Mandatare oder Bürgschaftsbanken vergeben. „Kleine Bürgschaften“ – meist bis zu 1,25 Mio. Euro, bei der Bürgschaftsbank Sachsen bis zu 2 Mio. Euro – werden von Bürgschaftsbanken vergeben, welche vom Bund und dem jeweiligen Land rückverbürgt werden. Die Landesbürgschaften werden in der Regel über Mandatare vergeben und decken Bürgschaftsbedarfe ab, die über den von den Landes-Bürgschaftsbanken begebenen Bürgschaften liegen. Darüber hinaus werden in den neuen Ländern „große Bürgschaften“ ab 10 Mio. Euro unter Einbindung paralleler Landesbürgschaften im Rahmen des Bundesbürgschaftsprogramms vergeben.

## Funktionsweise einer Ausfallbürgschaft

### Anforderungen der Länder und des Bundes
Bei der Vergabe sämtlicher Ausfallbürgschaften bzw. deren Rückbürgschaften setzen der Bund und die Länder die wirtschaftliche Tragfähigkeit des Projektes (bzw. Kapitaldienstfähigkeit) voraus. Bei den Landesbürgschaften und parallelen Bundes-/Landesbürgschaften muss darüber hinaus eine volkswirtschaftliche Förderwürdigkeit und die Unmöglichkeit der anderweitigen Finanzierung festgestellt werden (Förderdatenbank BMWI).

### Funktionsweise
Bei der Vergabe einer (öffentlichen) Ausfallbürgschaft entsteht eine Dreiecksbeziehung zwischen der Bank, dem Kreditnehmer und dem Bürgen. Die Bürgschaft ist akzessorisch und bezieht sich auf einen konkreten Kreditvertrag zwischen der Bank und dem Kreditnehmer. Dieser wird durch die Bürgschaft nicht von seiner Verpflichtung entbunden, den Kredit zurückzuzahlen. Vielmehr dient die Bürgschaft der Absicherung des Kreditrisikos der Bank. Die Bank übernimmt dabei alleine die Geldleihe (Auszahlung der Mittel) und teilt sich mit dem Bürgen in Abhängigkeit vom Verbürgungsgrad die Kreditleihe. In der Regel beträgt der Verbürgungsgrad in Deutschland bis zu 80 %, was bedeutet, dass mindestens 20 % des Obligos bzw. des Kreditrisikos bei der Bank unbesichert verbleibt.
Für die Bank kann eine öffentliche Bürgschaft das Kreditrisiko vermindern und somit Anreize schaffen, weitere Kredite an andere Kreditnehmer zu gewähren. Da das Ausfallrisiko der Bank reduziert wird, muss sie weniger Eigenkapital gemäß den Eigenkapitalhinterlegungsvorschriften (Basel II) hinterlegen (Kernkapitalquote). Durch die Risikoteilung zwischen Bank und Bürge kann eine Doppelprüfung entstehen. Haben Bank und Bürge zusammen mehr Information, können die Informationsasymmetrien und somit die Kreditrationierung reduziert werden.
Im Gegensatz zu der Bürgschaft auf erste Anforderung zahlt der Bürge erst, wenn der Ausfall festgestellt wurde. Den Ausfallzahlungen stehen in der Regel Entgelte entgegen, die bereits bei Bürgschaftsantrag und während der Laufzeit fällig werden und von der Bank oder dem Kreditnehmer zu entrichten sind. Bezüglich der Cash Flows ähnelt die Ausfallbürgschaft einer Versicherung.
Aus Sicht des Kreditnehmers kann dieser Zugang zu Bankkrediten erhalten, die er ohne Bürgschaft nicht bekäme. Je nachdem, wie die Banken die Zinsen auf Grund der Bürgschaft reduzieren und Entgelte zu entrichten sind, können höhere Finanzierungskosten oder eine Reduzierung der Finanzierungslast entstehen. Bei der Vergabe der Bürgschaften fallen für den Kreditnehmer in der Regel zusätzliche Transaktionskosten an.

### Art der Finanzierungen
Generell werden Investitions- und Betriebsmittelkredite einschließlich Avale verbürgt. Bürgschaftsbanken garantieren darüber hinaus auch Beteiligungen der Mittelständischen Beteiligungsgesellschaften (MBG) an Kleine und Mittlere Unternehmen nach EU-Definition.

## Vergabeprozesse

### Bei Bürgschaftsbanken
Bei den Bürgschaftsbanken gibt es grundsätzlich zwei Verfahren, um Kredite an Kleine und mittlere Unternehmen zu verbürgen: Der Standard-Weg und das Bürgschaft-ohne-Bank Programm (BoB). Jedoch variieren die Vergabeprozesse bei den einzelnen Bürgschaftsbanken in den Bundesländern und einzelne Bürgschaftsbanken kooperieren mit den Landesförderbanken (wie in Berlin).
Bei dem Standard-Weg meldet sich bei Bedarf die Hausbank bei der Bürgschaftsbank, wenn sie grundsätzlich bereit ist, einen Kredit zu vergeben aber nicht genügend Sicherheiten vorliegen. Daraufhin prüft die Bürgschaftsbank das Vorhaben eigenständig. Wenn sie bereit ist eine Bürgschaft zu vergeben, wird der Antrag dem Bürgschaftsausschuss zur Bewilligung vorgelegt. In diesem Ausschuss sitzen neben den Vertretern der Bürgschaftsbanken Vertreter der Banken, Kammern und Verbände sowie Vertreter des Landeswirtschafts- und des Landesfinanzministeriums, welche ein Vetorecht haben. Wird die Bürgschaft bewilligt, können die Verträge angefertigt und der Kredit mit Bürgschaft durch die Bürgschaftsbank vergeben werden.
Bei dem Programm Bürgschaft-ohne-Bank stellt der Kreditnehmer zunächst den Antrag. Die Bürgschaftsbank prüft den Antrag und legt diesen dem Bürgschaftsausschuss vor. Wird die Bürgschaft dort bewilligt, erhält der potentielle Kreditnehmer eine Urkunde, mit der er nun zu einer Hausbank gehen und einen Kreditantrag stellen kann. In der Regel wird dieses Verfahren nur für kleinere Bürgschaften angewendet.

### Bei parallelen Bundes-/Landesbürgschaften in den neuen Bundesländern
Beantragen die Banken eine Bürgschaft, müssen sie zunächst die Notwendigkeit schriftlich begründen, welche von den Bürgen und dem Mandatar geprüft wird. Anschließend folgt eine Prüfung der volkswirtschaftlichen Förderwürdigkeit durch die Bürgen und der Tragfähigkeit durch den Mandatar. Mandatar für dieses Bürgschaftsprogramm ist die PricewaterhouseCoopers AG.
Im Interministeriellen Ausschuss (IMA) erfolgt zunächst eine interne Diskussion mit Vertretern der Wirtschafts- und Finanzministerien des Bundes und des jeweiligen Landes sowie des Mandatars. Danach werden die Vertreter der Banken und des Unternehmens angehört. Wird eine Bürgschaft gewährt und stimmen die Banken der Finanzierung zu, begleitet der Mandatar die Engagements während der Laufzeit des verbürgten Kredites.

### Bei Landesbürgschaften
Der Vergabeprozess bei Landesbürgschaften ähnelt im Prinzip dem Prozess bei den Bundesbürgschaften, variiert jedoch von Bundesland zu Bundesland bezüglich der beteiligten Akteure. Im Unterschied zu den Bundesbürgschaften übernehmen teilweise landeseigene Banken (Landesbanken) die Mandatarstätigkeit. Alternativ werden die Bürgschaften von den Ministerien selbständig vergeben und verwaltet. Im Interministeriellen Ausschuss (IMA) variieren die Mitglieder und es nehmen je nach Bundesland Politiker, Industrie- und Handelskammern, Verbände und Vertreter der Banken teil.

## Kreditwesen
Öffentliche Bürgschaften, öffentliche Ausfallbürgschaften oder öffentliche Rückbürgschaften führen als Kreditsicherheiten dazu, dass die ihnen zugrunde liegenden Kredite nicht mit Eigenmitteln der Kreditinstitute unterlegt werden müssen, weil sie durch eine „Null-Anrechnung“ gemäß Art. 214 f. Kapitaladäquanzverordnung (englische Abkürzung CRR) begünstigt sind. Dadurch weisen diese Kredite wirtschaftlich und formal kein Kreditrisiko auf.

### Bücher
- Dirk Kramer: Bürgschaftsbanken als Instrument zur Überwindung von Kreditrationierung in Deutschland? Eine empirische Untersuchung in den Ländern Brandenburg und Berlin. ibidem-Verlag, Stuttgart 2008, ISBN 978-3-89821-878-8 (Frankfurter Schriften zu Banking and Finance 7).
- Richard Flessa: Bürgschaften des Staates und der Kreditgarantiegemeinschaften. Rechtsgrundlagen, erläutert für Kreditinstitute, Bewilligungsbehörden, Kreditnehmer und ihre Berater. Fritz Knapp Verlag Frankfurt am Main 1989, ISBN 3-7819-0430-X.

### Aufsätze
- Association Européenne du Cautionnement Mutuel: Guaranteeing loans for small and medium-sized enterprises. Sharing credit risk, an incentive for investment and growth … The guarantee schemes members of the European Mutual Guarantee Association. Presentation and comparison. AECM, Brüssel 2006 (online (PDF; 2,3 MB)).
- Jochen Bigus, Thomas Langer, Dirk Schiereck: Warum gibt es Kreditsicherheiten? In: Kredit und Kapital. 4, 2005, S. 573–617.
- Heinz-Günter Geis: Kreditgarantiefonds in der Entwicklungszusammenarbeit. Kurzgutachten im Auftrag des Bundesministerium für wirtschaftliche Zusammenarbeit (BMZ). Freie Universität Berlin – Institut für Bank- und Finanzwirtschaft, Berlin 1993 (Institut für Bank- und Finanzwirtschaft – Berichte und Materialien 15, ZDB-ID 2369118-9).
- Ljuba Kokalj, Guido Paffenholz, Petra Moog: Neue Tendenzen in der Mittelstandsfinanzierung. Deutscher Universitäts-Verlag, Wiesbaden 2003, ISBN 3-8244-7904-4 (Gabler Edition Wissenschaft – Schriften zur Mittelstandsforschung NF 99).